# Goethit
Goethit (IMA-Symbol Gth), auch als Nadeleisenerz oder Brauner Glaskopf bekannt, ist ein häufig vorkommendes Mineral aus der Mineralklasse der „Oxide und Hydroxide“ mit der chemischen Zusammensetzung α-Fe3+O(OH) und damit chemisch gesehen ein Eisenhydroxid.
Goethit kristallisiert im orthorhombischen Kristallsystem und entwickelt meist nadel- bis radialstrahlige oder prismatische Kristalle, aber auch traubige bis nierige Aggregate von schwarzbrauner bis schwarzer oder durch Verwitterung hellgelber Farbe. Seine Strichfarbe ist dagegen gelbbraun. Das Mineral ist im Allgemeinen undurchsichtig und allenfalls an dünnen Kanten durchscheinend. Frische, kristalline oder traubige Goethitproben zeigen einen metallischen Glanz, angewitterte oder feinnadelige Aggregate dagegen einen samtartigen Glanz (Samtblende). Auch buntfarbig irisierend angelaufene Goethitknollen sind bekannt.
Als Hauptbestandteil von Limonit wird diese Bezeichnung oft auch synonym für Goethit verwendet.

## Etymologie und Geschichte

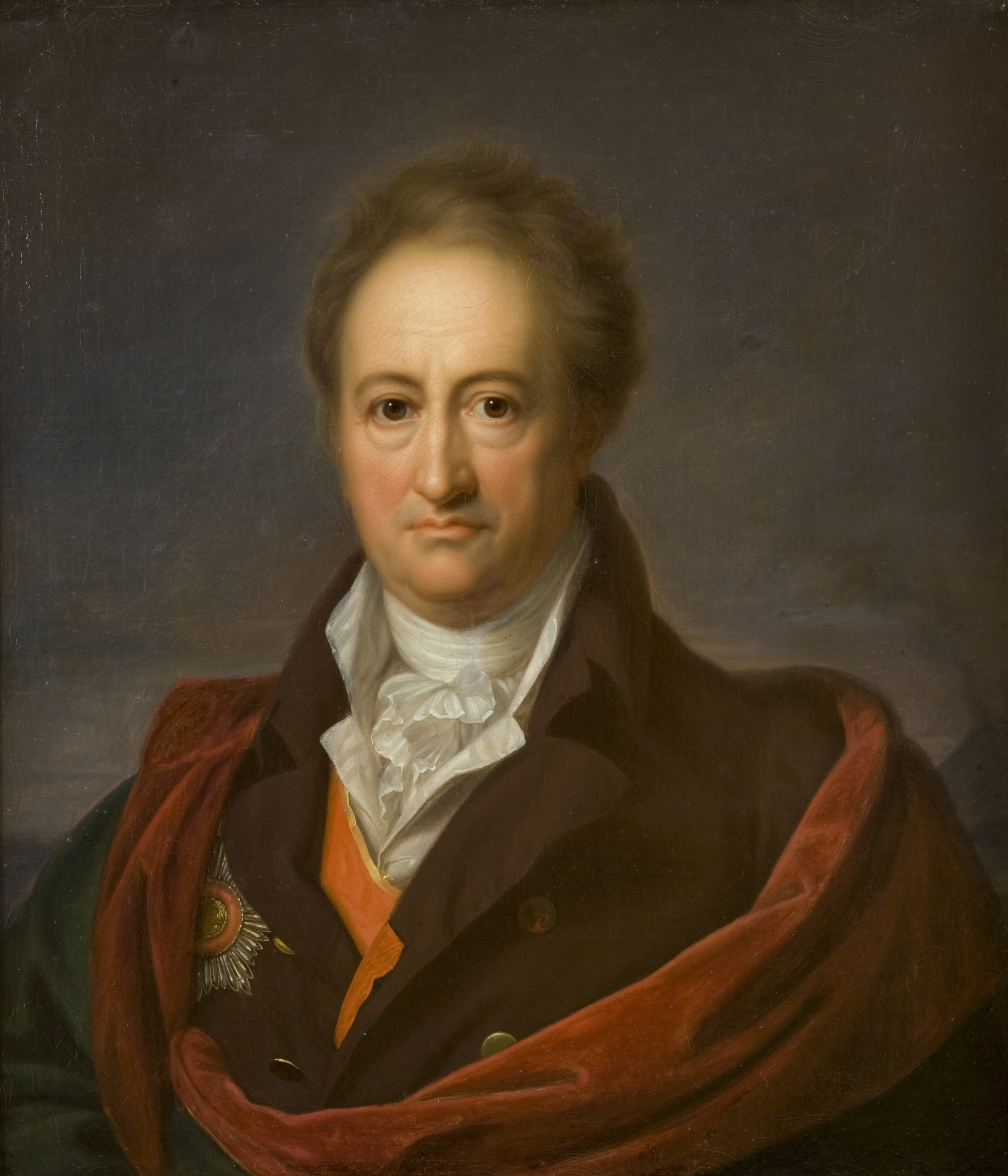
Johann Wolfgang von Goethe, zwischen 1808 und 1809

Johann Georg Lenz gebrauchte 1806 erstmals für das nach dem deutschen Dichter (und Bergbaubeamten)  Johann Wolfgang von Goethe benannte Mineral die Bezeichnung Goethit (ursprünglich Göthit). Die Namensgebung erfolgte durch Vermittlung von Ludwig Wilhelm Cramer auf Vorschlag des Pfarrers Heinrich Adolf Achenbach (1765–1819) und des Bergmeisters Johann Daniel Engels (1761–1828), beide aus Siegen, die für das Mineral den Namen Göthenit bzw. Goethenit vorschlugen. Friedrich Wilhelm Riemer veranlasste Johann Georg Lenz, den Namen auf Goethit abzuändern.
Als Typlokalität (erster Fundort) gilt die Eisenerzgrube Hollertszug im Landkreis Altenkirchen in Rheinland-Pfalz. Ein Aufbewahrungsort für das Typmaterial des Minerals ist bisher jedoch nicht bekannt.
Goethit war bereits lange vor der Gründung der International Mineralogical Association (IMA) bekannt und allgemein als eigenständige Mineralart anerkannt. Damit hätte Goethit theoretisch den Status eines grandfathered Mineral. In der 1980 erfolgten Publikation der International Mineralogical Association (IMA): Commission on new minerals and mineral names wurde allerdings das von B. Ježek 1912 erstbeschriebene Mineral Allcharit (benannt nach der gleichnamigen Golderz-Lagerstätte im heutigen Nordmazedonien) als identisch mit Goethit diskreditiert und der Name als Synonym dem Goethit zugeschrieben. Da dies automatisch eine nachträgliche Ankerkennung von Goethit bedeutete, wird das Mineral seitdem in der „Liste der Minerale und Mineralnamen“ der IMA unter der Summenanerkennung „IMA 1980 s.p.“ (special procedure) geführt.

## Klassifikation
Bereits in der veralteten 8. Auflage der Mineralsystematik nach Strunz gehörte der Goethit zur Mineralklasse der „Oxide und Hydroxide“ und dort zur Abteilung der „Hydroxide“, wo er zusammen mit Bracewellit, Diaspor, Groutit, Montroseit und Paramontroseit die „Diaspor-Reihe“ mit der System-Nr. IV/F.04a innerhalb der „Diaspor-Böhmit-Gruppe“ (IV/F.04) bildete.
Im zuletzt 2018 überarbeiteten und aktualisierten Lapis-Mineralienverzeichnis nach Stefan Weiß, das sich aus Rücksicht auf private Sammler und institutionelle Sammlungen noch nach dieser alten Form der Systematik von Karl Hugo Strunz richtet, erhielt das Mineral die System- und Mineral-Nr. IV/F.06-30. In der „Lapis-Systematik“ entspricht dies der erweiterten Abteilung „Hydroxide und oxidische Hydrate (wasserhaltige Oxide mit Schichtstruktur)“, wo Goethit zusammen mit Akaganeit, Böhmit, Diaspor, Feitknechtit, Feroxyhyt, Groutit, Lepidokrokit, Manganit, Schwertmannit und Tsumgallit eine eigenständige, aber unbenannte Gruppe bildet.
Die von der International Mineralogical Association (IMA) zuletzt 2009 aktualisierte 9. Auflage der Strunz’schen Mineralsystematik ordnet den Goethit ebenfalls in die Abteilung der „Hydroxide (ohne V oder U)“ ein. Diese ist allerdings weiter unterteilt nach der möglichen Anwesenheit von Hydroxidionen und/oder Kristallwasser sowie nach der Kristallstruktur, sodass das Mineral entsprechend seiner Zusammensetzung und seinem Aufbau in der Unterabteilung „Hydroxide mit OH, ohne H2O; mit Ketten aus kantenverknüpften Oktaedern“ zu finden ist, wo es zusammen mit Bracewellit, Diaspor, Groutit, Guyanait, Montroseit und Tsumgallit die „Diasporgruppe“ mit der System-Nr. 4.FD.10 bildet.
Auch die vorwiegend im englischen Sprachraum gebräuchliche Systematik der Minerale nach Dana ordnet den Goethit in die Klasse der „Oxide und Hydroxide“ und dort in die Abteilung der „Hydroxide und hydroxyhaltige Oxide“ ein. Hier ist er zusammen mit Bracewellit, Diaspor, Groutit, Montroseit und Tsumgallit in der „Diasporgruppe (Orthorhombisch, Pnma oder Pnmd)“ mit der System-Nr. 06.01.01 innerhalb der Unterabteilung der „Hydroxide und hydroxyhaltigen Oxide mit der Formel: X3+O OH“ zu finden.

## Chemismus
In der idealen, stoffreinen Zusammensetzung von Goethit (FeOOH) besteht das Mineral im Verhältnis aus einem Eisen- sowie zwei Sauerstoff- und einem Wasserstoffatom. Dies entspricht einem Massenanteil (Gewichtsprozent) von 62,85 Gew.-% Fe, 36,01 Gew.-% O und 1,13 Gew.-% H.
Der Wassergehalt beim Goethit beträgt rund 10 Gew.-%, kann aber variieren. Daneben konnten in Spuren Fremdbeimengungen wie unter anderem Phosphor, Vanadium, Silicium, Barium, Calcium und andere gemessen werden.
Aufgrund von Mischkristallbildung mit Groutit (α-MnOOH) kann Goethit zudem bis zu 5 Gew.-% Mn2O3 enthalten.

## Kristallstruktur
Goethit kristallisiert orthorhombisch in der Raumgruppe Pbnm (Raumgruppen-Nr. 62, Stellung 3) mit den Gitterparametern a = 4,62 Å; b = 9,95 Å; und c = 3,01 Å sowie 4 Formeleinheiten pro Elementarzelle.

## Eigenschaften

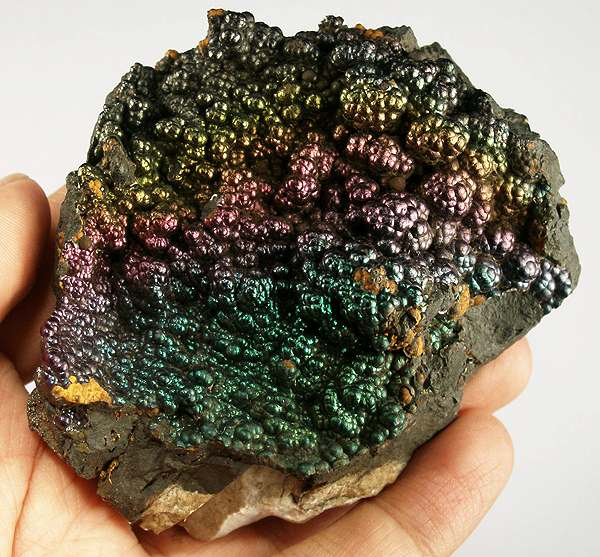
Buntfarbig angelaufener, nieriger Goethit aus der Coon Creek Mine bei Shady, Polk County, Arkansas

Goethit besitzt einen Eisen-Gehalt von bis zu 62 %, der jedoch bei Aufnahme von Kristallwasser sinkt. Er hat eine Mohshärte von 5 bis 5,5, eine Dichte von 4,3 g/cm³ und eine gelbbraune Strichfarbe. Goethit löst sich schwach in Salzsäure, aber gut in Salpetersäure.
Das Mineral ist im Normalzustand antiferromagnetisch. Beim Erhitzen vor dem Lötrohr ist es nur an den Kanten schmelzbar und wird magnetisch. Im Kolben gibt es Wasser ab und färbt sich rot. Mit steigender Temperatur wandelt sich Goethit schließlich unter Abspaltung von Wasser zu Fe2O3 um.

## Modifikationen und Varietäten
Die Verbindung Fe3+O(OH) ist trimorph, kommt also neben dem orthorhombisch kristallisierenden Goethit noch als trigonal kristallisierender Feroxyhyt und als ebenfalls orthorhombisch, wenn auch mit anderer Raumgruppe und anderen Zellparametern, kristallisierender Lepidokrokit vor.
Als Samtblende wird eine kastanienbraune bis ockergelbe Goethit-Varietät bezeichnet, die kugelige Aggregate mit samtartiger Oberfläche bildet.
Unter dem Begriff Eisenoolith (auch Eisenrogenstein) versteht man im Allgemeinen ein oolithisches Eisenerz und im Speziellen einen knollig-schalig aufgebauten Goethit beziehungsweise Limonit-Bohnerz.

## Bildung und Fundorte

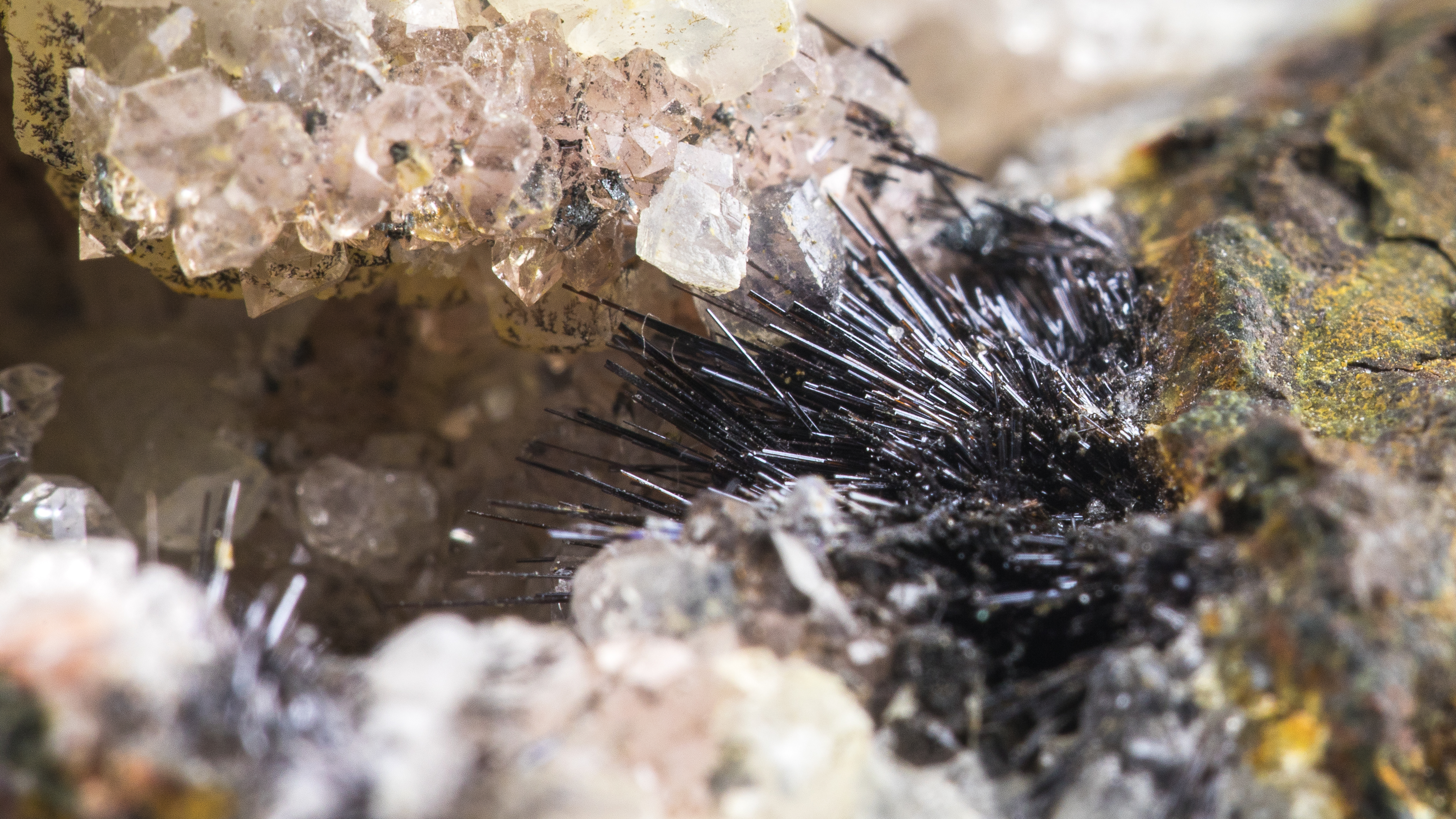
Goethit (Nadelerz) mit Calcit und Quarz aus Marokko

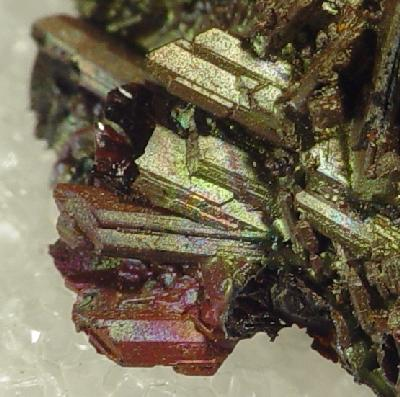
Perfekte Pseudomorphose von Goethit nach Gips

Teilweise Oxidation von Pyrit (weiß) zu Goethit (hellgrau) in einem polierten Dünnschliff

Goethit bildet sich meist sekundär durch Verwitterung von Eisen-Mineralen wie Magnetit oder Pyrit und wird daher auch oft in Form entsprechender Pseudomorphosen nach diesen Eisensulfiden, aber auch anderen Mineralen gefunden.
Goethit kann sich auch primär in Hydrothermaladern bilden, dann findet er sich meist in Hohlräumen von Vulkangesteinen wie beispielsweise Pegmatit. Als Sumpf- und Brauneisenerz (Limonit) kommt er zudem in sedimentären Erzlagerstätten vor. Normaler Rost besteht ebenfalls hauptsächlich aus Goethit.
Als häufige Mineralbildung ist Goethit an vielen Orten anzutreffen, wobei weltweit bisher über 8000 Fundstätten dokumentiert sind (Stand 2022). Außer an seiner Typlokalität in der Grube Hollertszug fand sich das Mineral in Rheinland-Pfalz noch in zahlreichen Gruben in verschiedenen Landkreisen wie unter anderem Ahrweiler, Altenkirchen, Birkenfeld, Donnersbergkreis, Kusel, Mayen-Koblenz, Rhein-Lahn und Vulkaneifel. Auch in anderen Bundesländern Deutschlands sind viele Fundstätten für Goethit bekannt.
In Österreich kennt man Goethit unter anderem aus dem Burgenland (Eisenstadt, Oberpullendorf, Oberwart), Kärnten (Sankt Veit an der Glan, Spittal an der Drau), Niederösterreich (Horn, Krems-Land, Neunkirchen), Oberösterreich (Steyr-Land), Salzburg (St. Johann im Pongau, Zell am See), der Steiermark (Bruck-Mürzzuschlag, Leoben), Tirol (Kitzbühel, Kufstein) und Vorarlberg (Bludenz).
In der Schweiz konnte Goethit unter anderem in den Kantonen Aargau (Laufenburg), Bern (Interlaken-Oberhasli), Graubünden (Albula, Surselva), Schaffhausen (Schleitheim, Thayngen), Tessin (Leventina, Lugano), Wallis (Binntal, Saint-Luc, Lötschental) gefunden werden.
Bekannt aufgrund außergewöhnlicher Goethitfunde sind unter anderem Příbram in Tschechien, wo reichhaltige, traubenförmige Goethit-Aggregate entdeckt wurden, sowie die Botallack Mine und Redruth in Cornwall (England) mit bis zu fünf Zentimeter langen, nadelförmigen Goethit-Kristallfunden.
Auch in Mineralproben aus der Antarktis wie unter anderem von den Vestfoldbergen im Prinzessin-Elisabeth-Land und den Südlichen Shetlandinseln sowie in Meteoriten wie dem Neptune Mountains, der 1964 in den Pensacola Mountains im Queen Elizabeth Land entdeckt wurde, konnte Goethit nachgewiesen werden.
Goethit wurde im Dezember 2004 von der Raumsonde „Spirit“ auch auf der Marsoberfläche nachgewiesen. NASA-Wissenschaftler werten dies als einen der sichersten Nachweise für ehemals flüssiges Wasser auf dem roten Planeten, da Goethit sich nur in Zusammenhang mit Wasser bildet.

## Verwendung
Goethit hat als Rohstoff heute keine herausragende Bedeutung mehr, historisch spielte es eine Rolle als Eisenerz. In Form von Limonit wird es heute noch als Farbpigment verwendet (Brauner Ocker).